# Siège de Przemyśl
Pour les articles homonymes, voir Przemyśl (homonymie).
Première Guerre mondiale
Batailles
Front d'Europe de l’Est
- Stallupönen (08-1914)
- Gumbinnen (08-1914)
- Tannenberg (08-1914)
- Île d'Odensholm (08-1914)
- Lemberg (08-1914)
- Krasnik (08-1914)
- Komarów (08-1914)
- Lacs de Mazurie (I) (09-1914)
- Przemyśl (09-1914)
- Vistule (09-1914)
- Łódź (11-1914)
- Limanowa (12-1914)
- Bolimov (01-1915)
- Zwinin (02-1915)
- Lacs de Mazurie (II) (02-1915)
- Przasnysz (02-03-1915)
- Schaulen (04-07-1915)
- Gorlice-Tarnów (05-1915)
- Boug (06-08-1915)
- Narew (07-08-1915)
- Novogeorgievsk (08-1915)
- Varsovie (08-1915)
- Sventiany (09-1915)
- Lac Narotch (03-1916)
- Offensive Broussilov (06-1916)
- Offensive de Baranavitchy (07-1916)
- Turtucaia (09-1916)
- Offensive Flămânda (09-1916)
- Argeș (12-1916)
- Offensive Kerenski (07-1917)
- Bataille de Riga (09-1917)
- Opération Albion (09-10-1917)
- Mărășești (08-1917)
- Traité de Brest-Litovsk (03-1918)
- Traité de Brest-Litovsk (03-1918)
- Bakhmatch (03-1918)

Front d'Europe de l’Ouest
Front italien
Front des Balkans
Front du Moyen-Orient
Front africain
Bataille de l'Atlantique
Le siège de Przemyśl a été l'un des sièges les plus importants de la Première Guerre mondiale et une défaite sévère de l'Autriche-Hongrie. Le siège de la ville par l'armée russe a commencé le 16 septembre 1914 et a été brièvement suspendu le 11 octobre du fait d'une offensive austro-hongroise. Le siège a repris le 9 novembre 1914 jusqu'au 22 mars 1915, date à laquelle la garnison autrichienne s'est rendue. Au total, le second siège aura duré 133 jours. Un troisième autre siège aura lieu en 1915.

## Contexte
Durant les premières semaines du conflit, la Galicie constitue un important champ de bataille, mettant aux prises des armées austro-hongroises et russes dans le cadre d'une vaste guerre de mouvement.

### Déploiements en Galicie
Ainsi, les 1re, 3e et 4e armées austro-hongroises, respectivement commandées par Viktor von Dankl, Rudolf von Brudermann et Moritz von Auffenberg, comptant 500 000 hommes dans leurs rangs, sont envoyés à l'assaut de 1,5 million de soldats russes à partir du 23 août 1914.

### Premiers affrontements
Les opérations en Galicie débutent après des opérations de concentration des unités austro-hongroises, menées à partir du 6 août 1914. Les opérations débutent véritablement à partir du 18 août par des opérations en Pologne russe.
Rapidement, les Austro-hongrois trouvent le succès ; cependant, les victoires initiales, la bataille de Krasnik puis à celle de Komarów, près de Zamość, ne sont que des succès tactiques, sans portée stratégique ; les unités austro-hongroises sont rapidement débordées par les armées russes à la bataille de Lemberg, la ville est d'ailleurs conquise par l'armée russe le 3 septembre.
Enfin, au début du mois de septembre 1914, le commandement austro-hongrois, ne parvenant pas à contenir la poussée russe massive, ordonne la retraite le 11 septembre sur des positions établies à la frontière austro-hongroise, sur la ligne des Carpates. Cette retraite de plus de 250 kilomètres donne à la Russie le contrôle de la Galicie orientale, à l'exception de la forteresse de Przemyśl, encerclée, mais considérablement renforcée.

## Déroulement

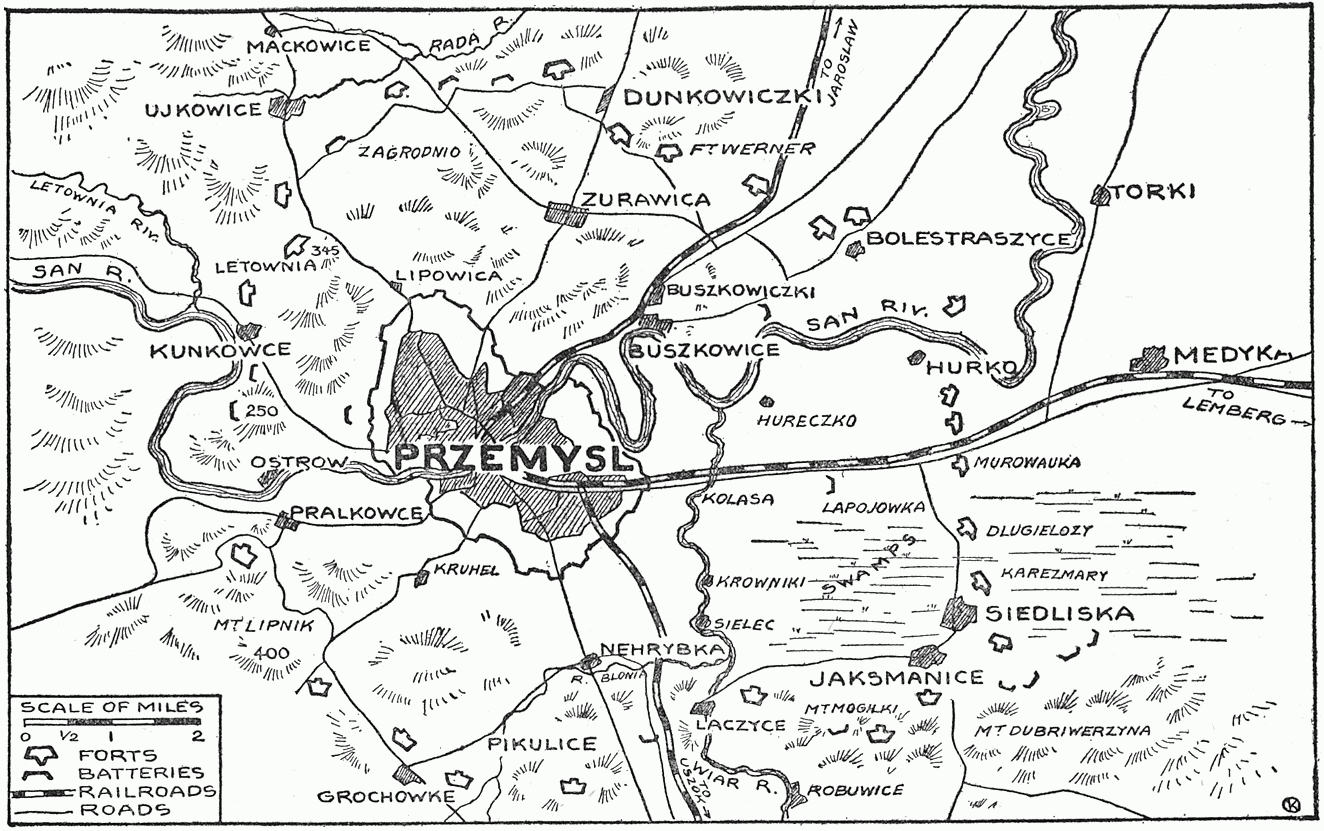
Przemyśl et les forteresses environnantes.

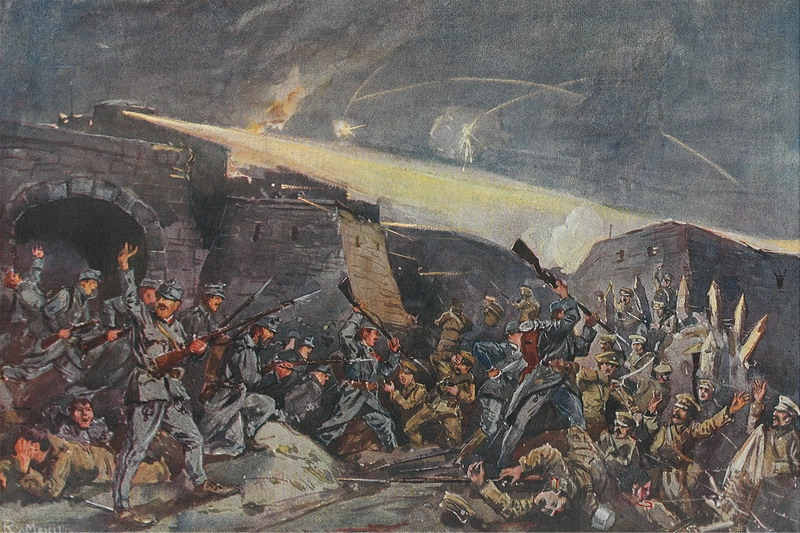
Assaut du Fort Siedlicka par l'infanterie austro-hongroise, par A. Ritter von Meissl (1867 – 1926).

### Le premier siège
Encerclée dès la fin du mois d’août 1914, la forteresse résiste aux offensives russes : un coup de main pour saisir la ville est tenté le 5 octobre, mais échoue au terme de deux jours de combats. Ce succès défensif incite Franz Conrad von Hötzendorf, le chef d'état-major austro-hongrois, à monter une opération de dégagement de la ville assiégée.
Grâce à l'offensive allemande de la bataille de la Vistule qui retient l'essentiel des réserves russes loin de la ville, une opération de secours est lancée la 3e armée austro-hongroise du général Borojević parvient, le 18 octobre 1914, à rompre l'encerclement et à ravitailler la ville, alors sur la ligne de front austro-russe. Le camp retranché est alors renforcé. Cependant, la retraite allemande sur la Vistule, non coordonnée avec les manœuvres austro-hongroise oblige les commandants de l'armée commune à abandonner les abords de la ville et à se replier à nouveau jusqu'aux Carpates. Przemyśl est de nouveau encerclée à partir du 9 novembre 1914.

### Le second siège
La retraite des unités austro-allemandes en Galicie est suivie d'une occupation de la région par les troupes russes. La ville est de nouveau investie par les troupes russes à partir du 14 novembre.
Le général russe Andreï Selivanov, qui a remplacé Radko Dimitriev à la tête des troupes chargées du siège de la ville, renonce aux attaques frontales trop coûteuses et décide de réduire la ville par la faim. Entre le 23 janvier 1915 et le 27 février 1915, trois offensives sont lancées depuis les Carpates en direction de la ville pour tenter de rompre l'encerclement, sans succès en dépit d'une planification minutieuse,. La garnison se rend le 22 ou 24 mars 1915, après avoir fait sauter les forts qui défendent la ville. Les Russes capturent l'ensemble de la garnison, soit 9 généraux, 2 600 officiers et 170 000 simples soldats, dont seulement 48 000 hommes valides, le reste étant affaibli par la faim et les maladies.

## Suites

### Conséquences
Dès le début du siège, chacun des belligérants attribue à la chute ou à la résistance de la ville une importance considérable. L'issue du siège est supposée faire pencher les voisins encore neutres de la double monarchie dans un camp ou dans un autre.
La chute de la ville concentre les opérations dans les Carpathes, incitant les Austro-hongrois et les Allemands à mettre sur pieds des unités spécifiques, germano-austro-hongroises, rompues à la guerre de montagne.

### La reprise de la ville
Ce succès est cependant éphémère, puisque, rapidement après le lancement de l'offensive de printemps, des unités bavaroises reconquièrent la ville le 3 juin 1915,.

## Images

Images du siège de Przemyśl
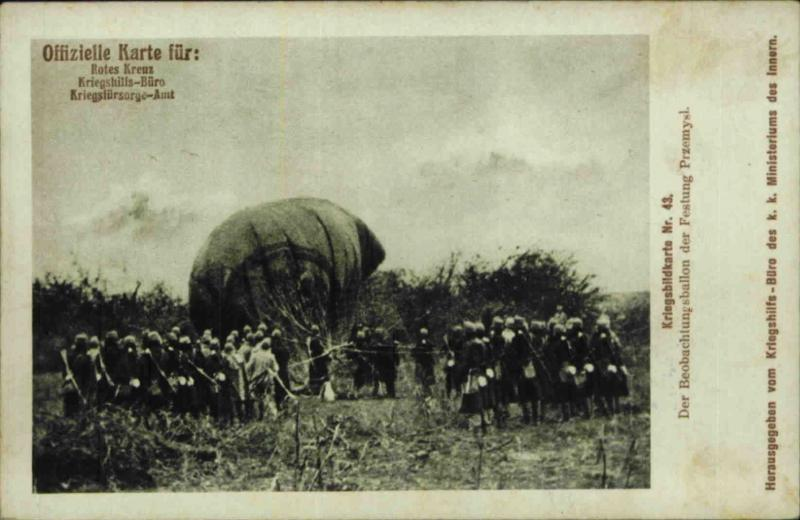
Ballon d'observation de la forteresse de Przemyśl.
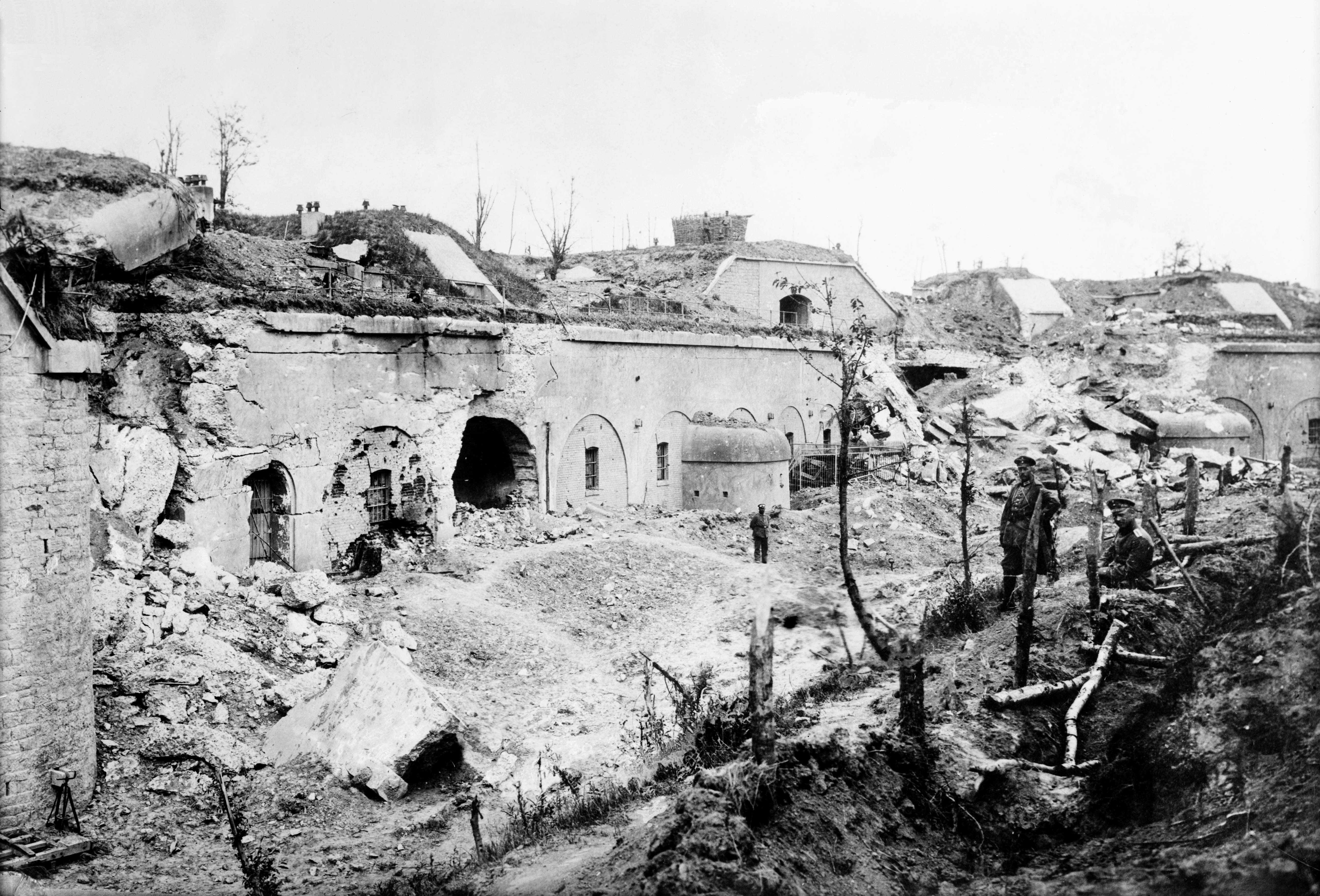
Fort de Przemyśl en 1915.
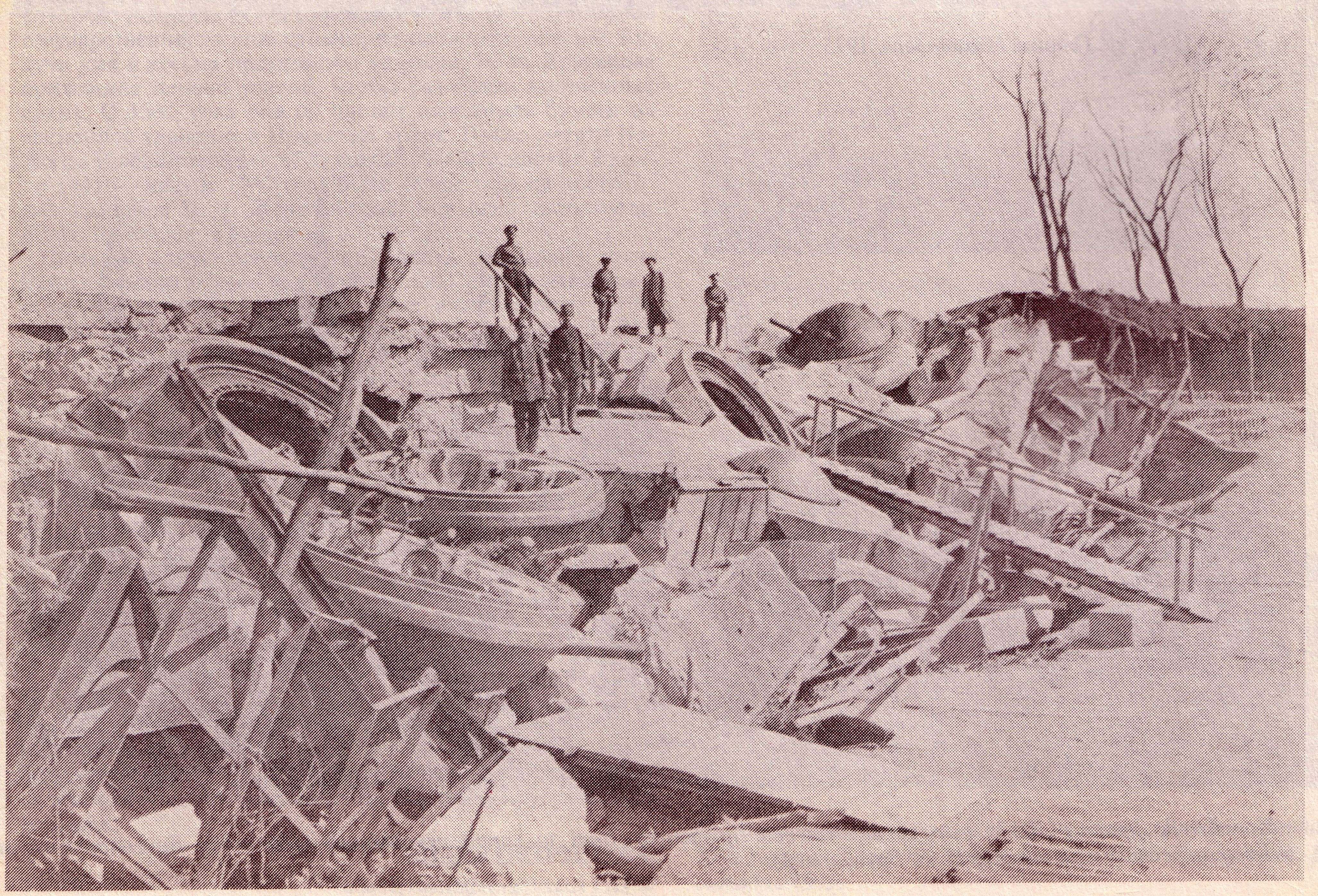
Soldats russes sur les ruines des casemates de Przemyśl, mai 1915.
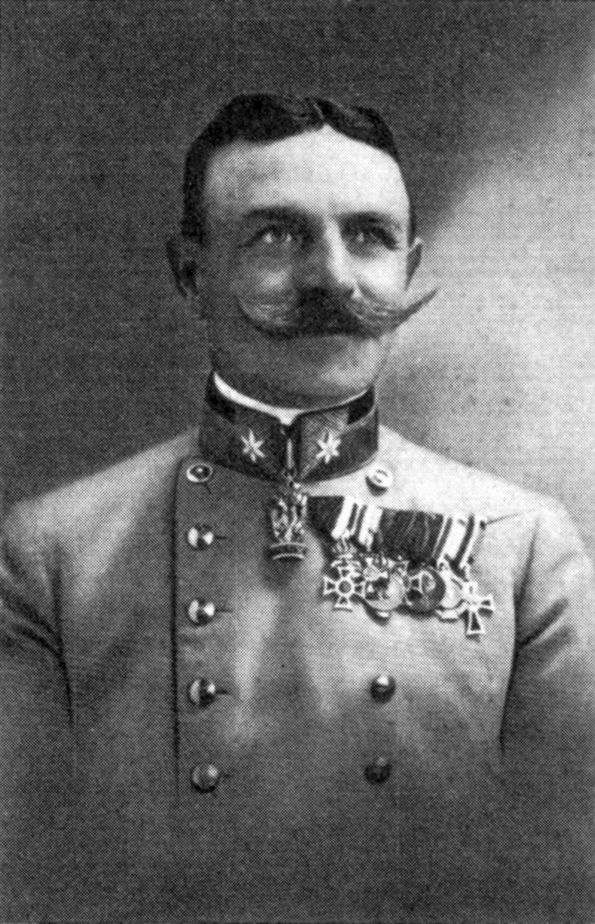
Hermann Kusmanek von Burgneustadten.
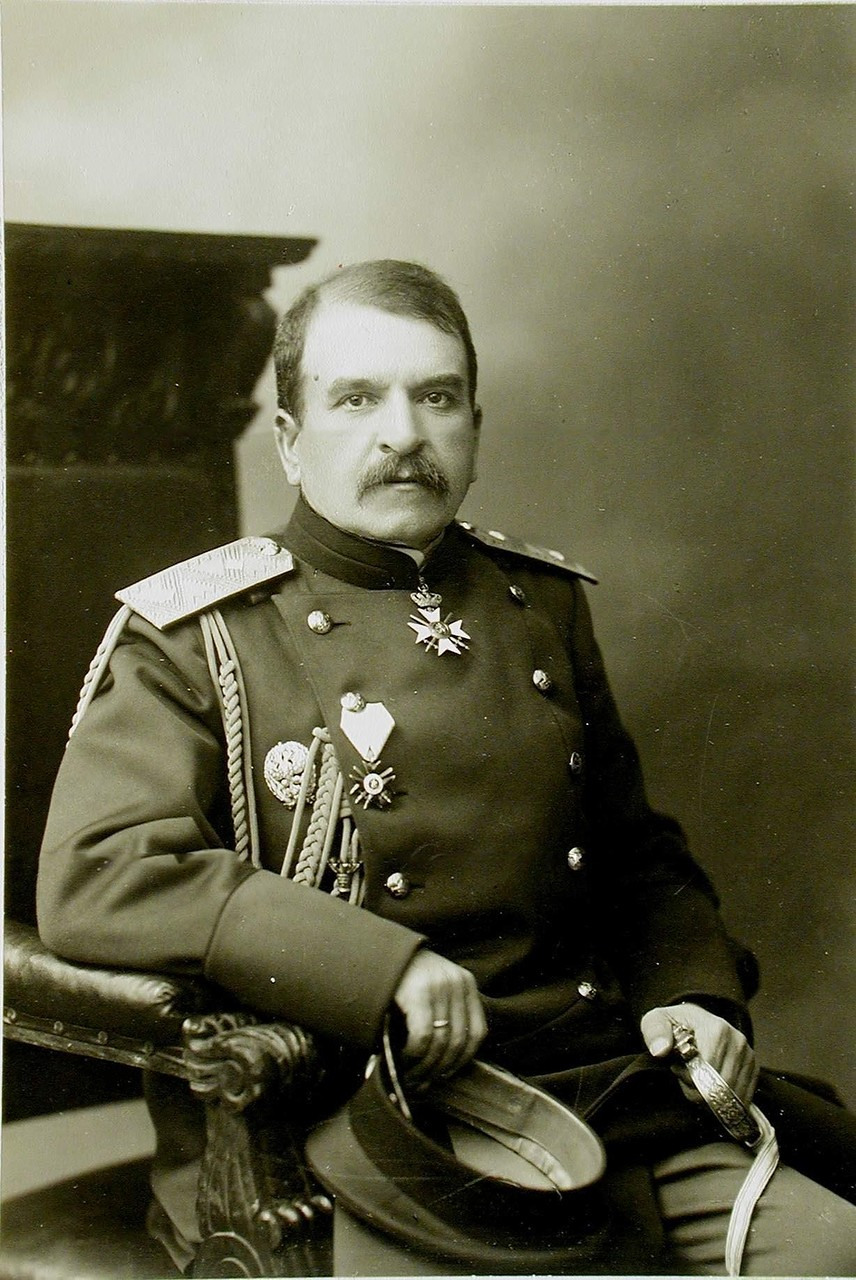
Radko Dimitriev.
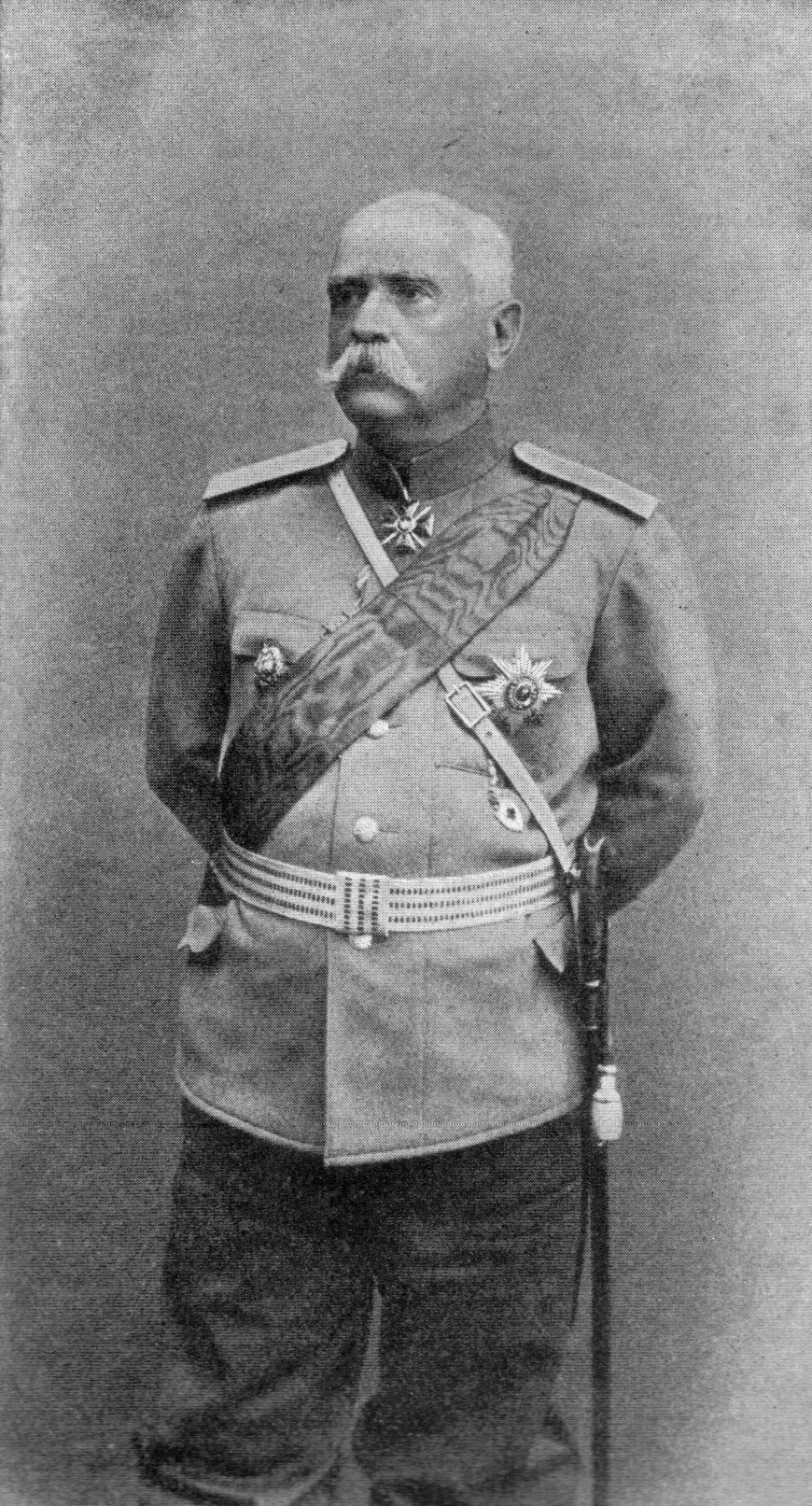
Andrei Selivanov.